# ماکس لیبرمان

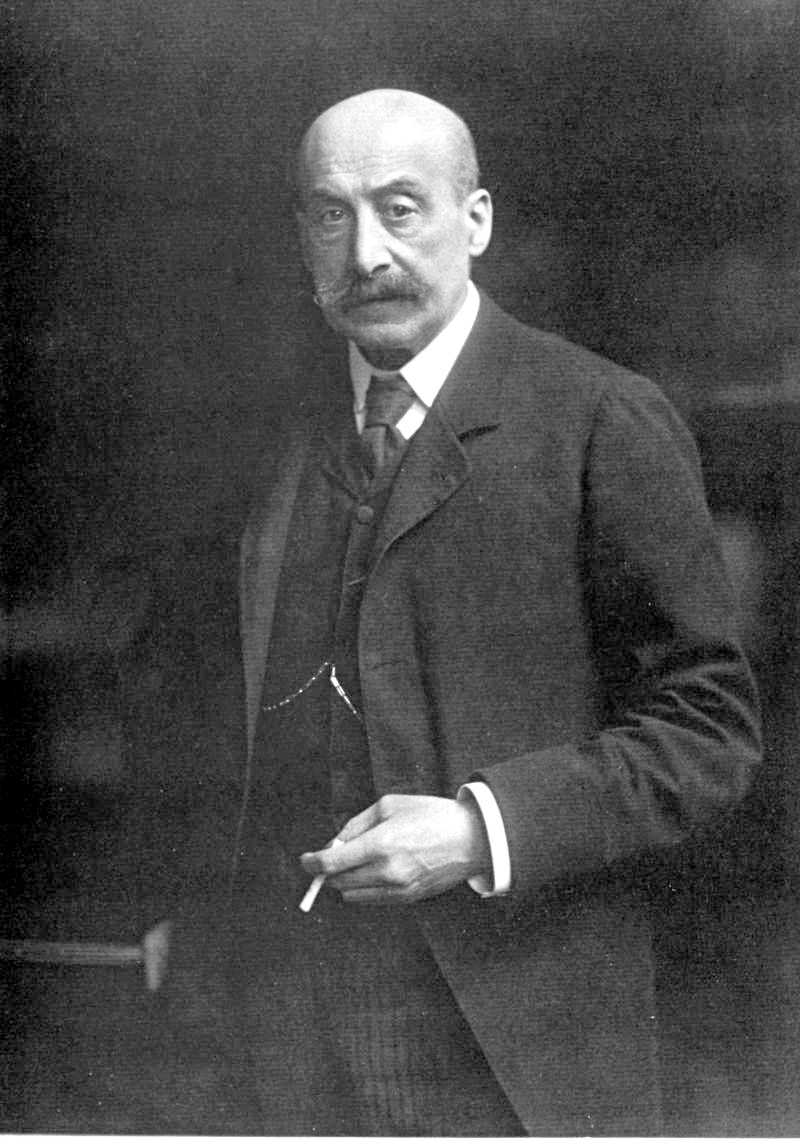
مکس لایبرمن در ۱۹۰۴

ماکس لیبرمان (به آلمانی: Max Liebermann) (۲۰ ژوئیه ۱۸۴۷ - ۸ فوریه ۱۹۳۵) نقاش و گراورساز آلمانی-یهودی و از رهبران طرفداران امپرسیونیسم در آلمان بود. او بیشتر به خاطر کارهای چاپ تیزابی و لیتوگرافی شهرت دارد.

## نگارخانه

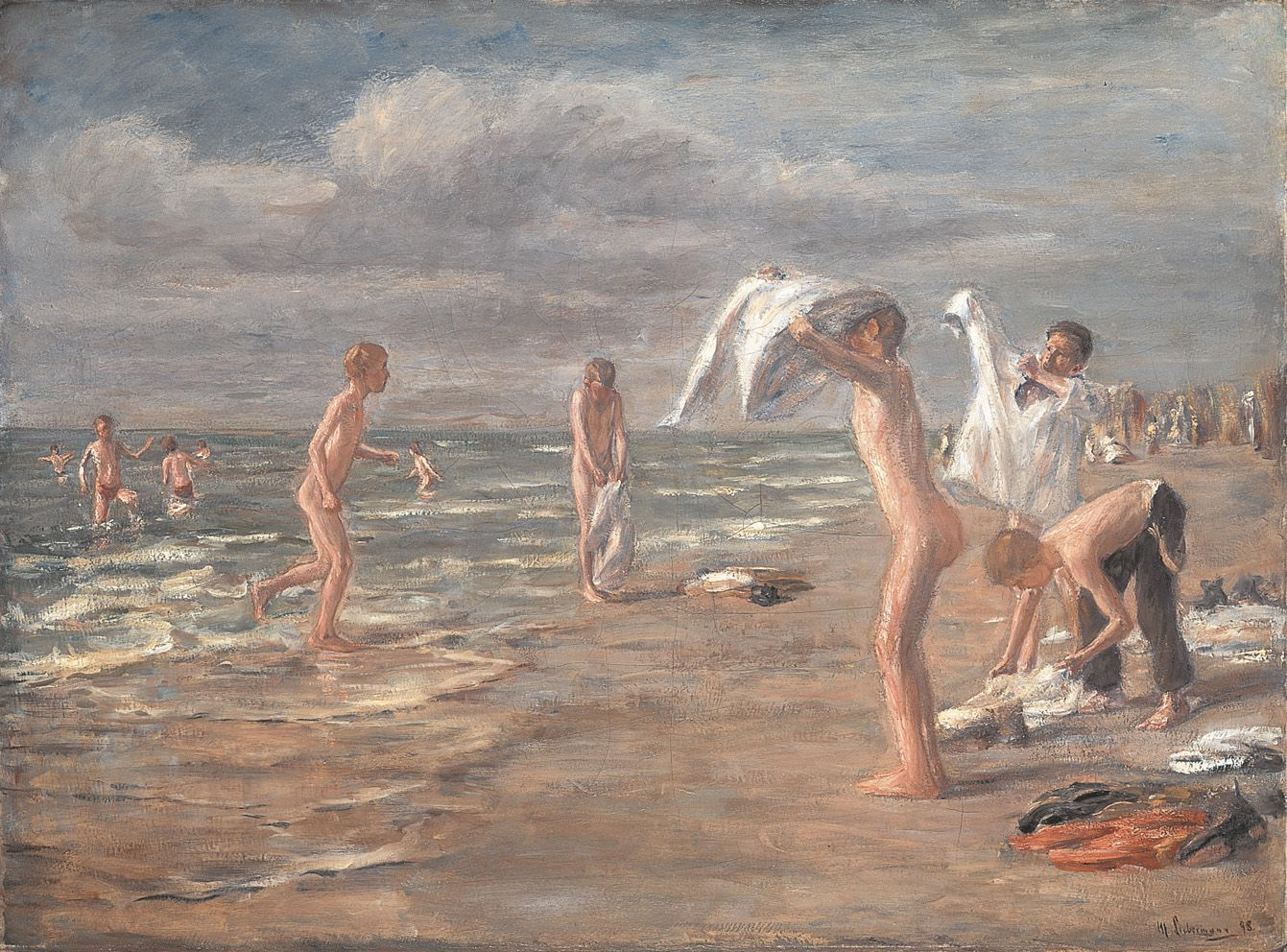
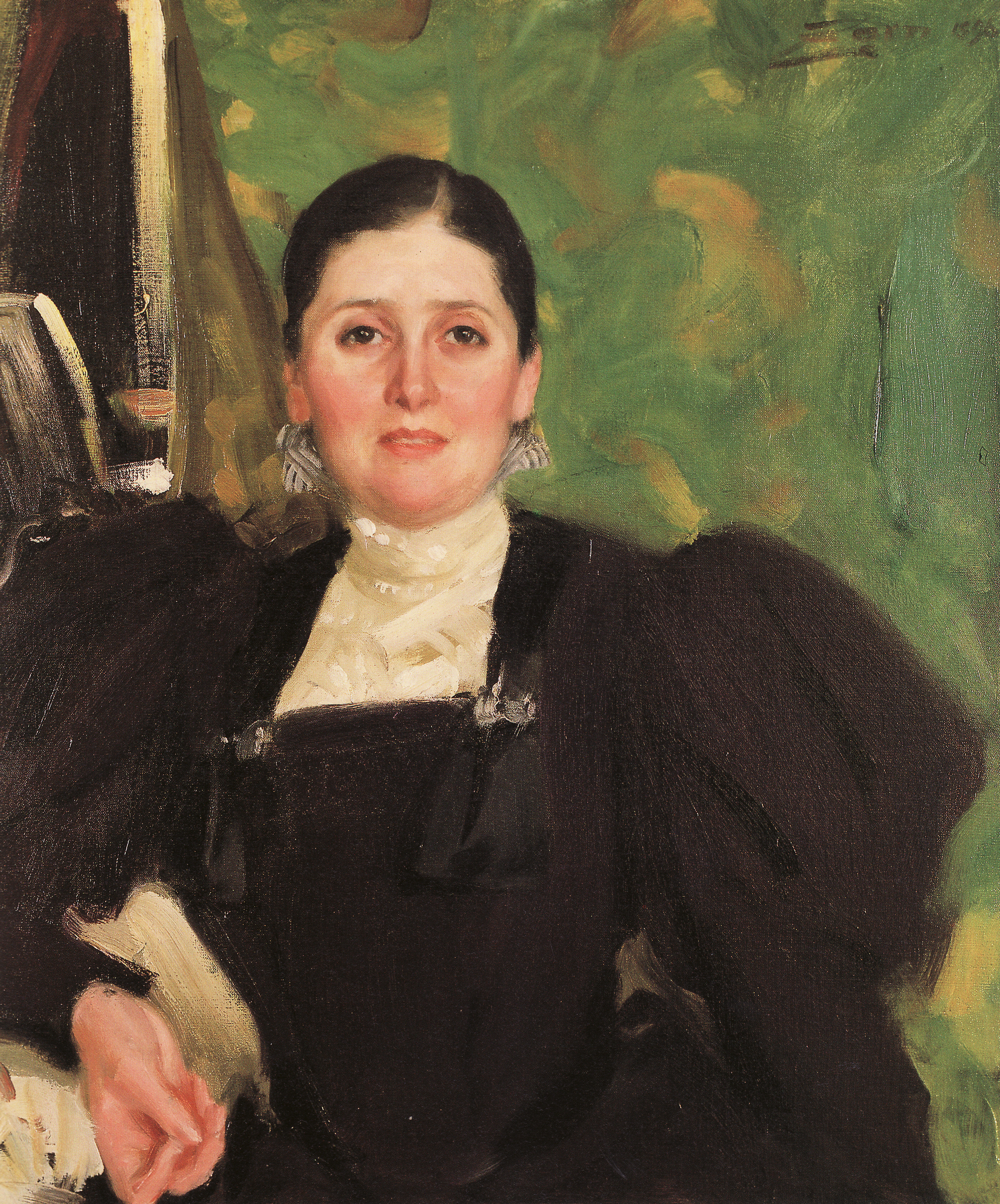
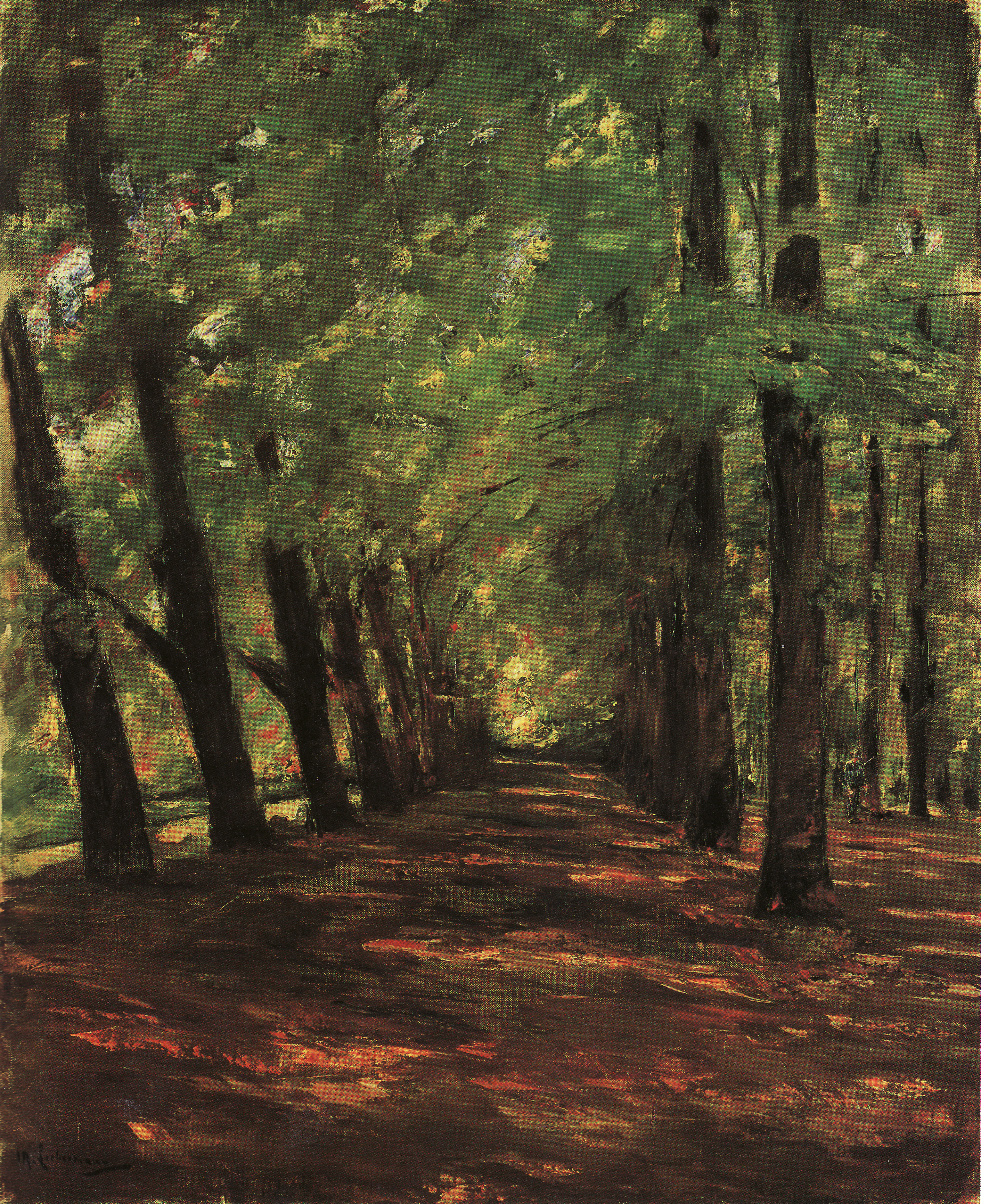
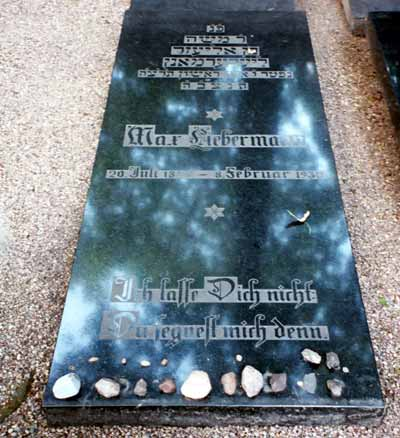